# 费尔南·德蒙蒂尼
费尔南·德蒙蒂尼（法語：Fernand de Montigny，1885年1月5日—1974年1月2日），比利时男子击剑运动员。他曾参加1908年、1912年、1920年和1924年四届夏季奥运会，共收获一枚金牌、三枚银牌和两枚铜牌，六枚奖牌中有一枚来自曲棍球项目，另外五枚均来自击剑项目。